# Quadrath-Ichendorf
Quadrath-Ichendorf is het qua bevolking grootste stadsdeel van de Duitse gemeente Bergheim, deelstaat Noordrijn-Westfalen, en telt 14.699 inwoners (31 maart 2021).
Quadrath-Ichendorf ligt ten zuidoosten van Kenten en grenst zelf in het zuiden en oosten aan de stadsdelen Sindorf en Horrem van de gemeente Kerpen (Noordrijn-Westfalen). Evenals door Bergheim-stad en Kenten, stroomt de rivier Erft door Quadrath-Ichendorf. Door het noordoosten van de plaats loopt de Bundesstraße 55 en langs de zuidwestelijke rand de Autobahn A61 (met afrit 19 Bergheim-Süd).

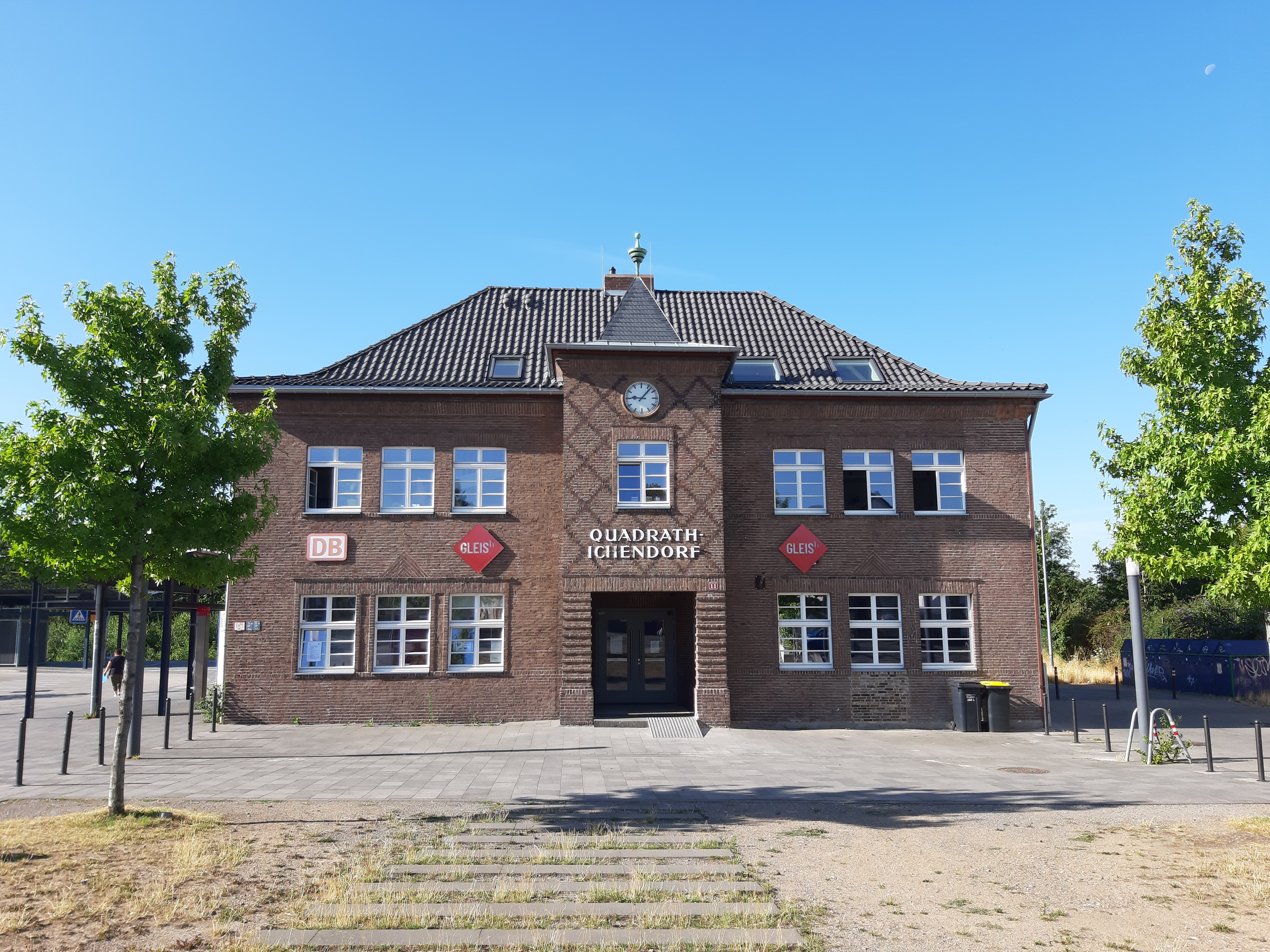
Stationsgebouw (1928, architecturaal monument) van Quadrath-Ichendorf

Quadrath-Ichendorf heeft een klein station aan de Erftbahn Station Horrem - Station Bergheim - Neuss Hauptbahnhof, de eerste stop vanaf Horrem. Sedert 2019 zijn er (anno 2021 nog steeds niet in concrete beslissingen omgezette) plannen, om de Erftbahn in de S-Bahn van Keulen te integreren en op te knappen.
Het dorp wordt door talrijke stads- en scholierenbussen van Bergheim, en ook door enkele (met hogere frequentie rijdende) streekbuslijnen aangedaan. Eén van die buslijnen rijdt naar de wijk Weiden aan de westrand van Keulen, waar men op de tram van die stad kan overstappen.

## Economie
Voor de chemische fabriek Martinswerk, die tussen Kenten en Quadrath-Ichendorf in staat, zie Kenten.
Quadrath-Ichendorf is verder vooral een dorp van woonwijken voor forensen, die in omliggende plaatsen werken.

## Geschiedenis

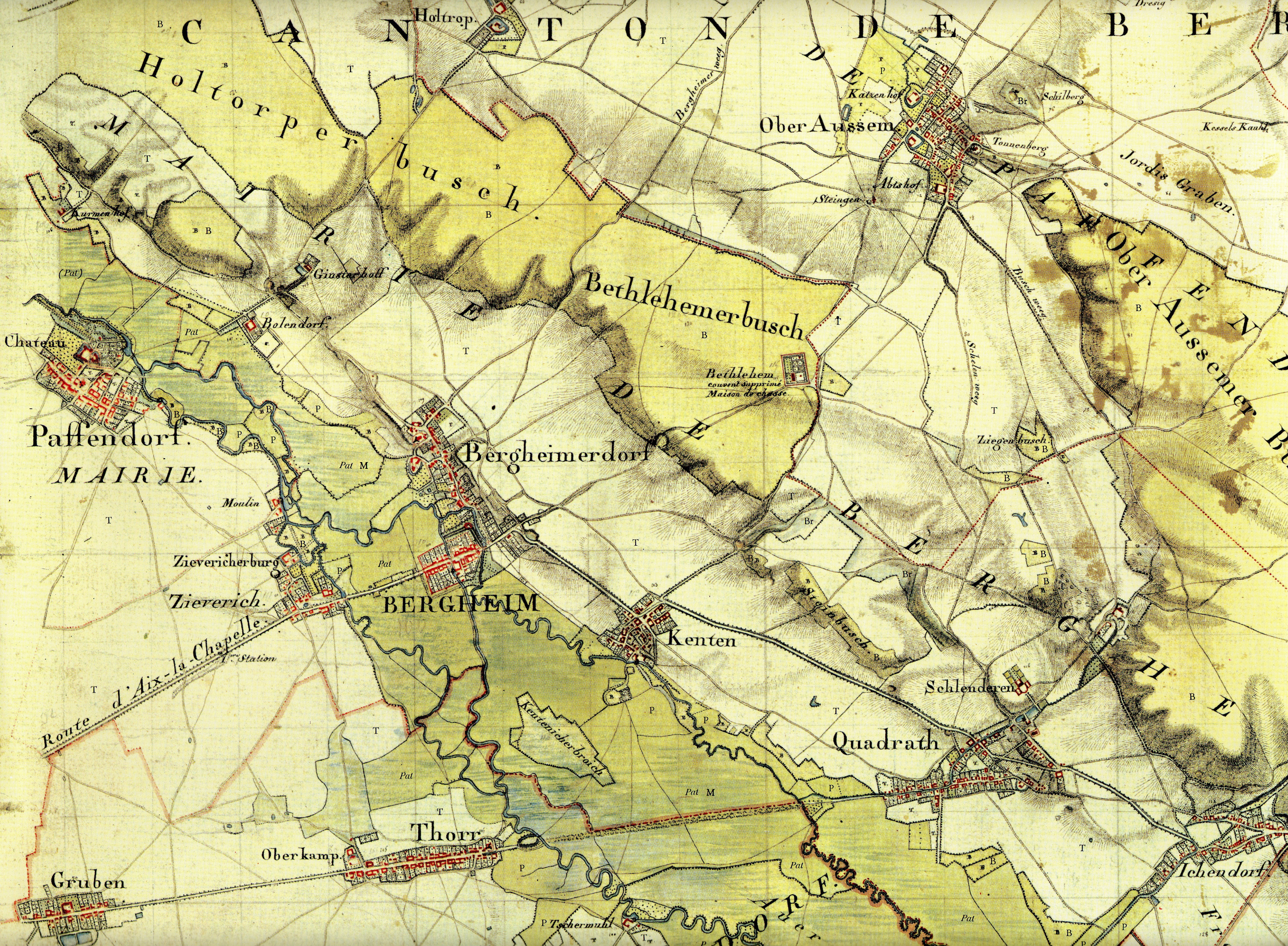
Franse kaart uit 1807 van Tranchot
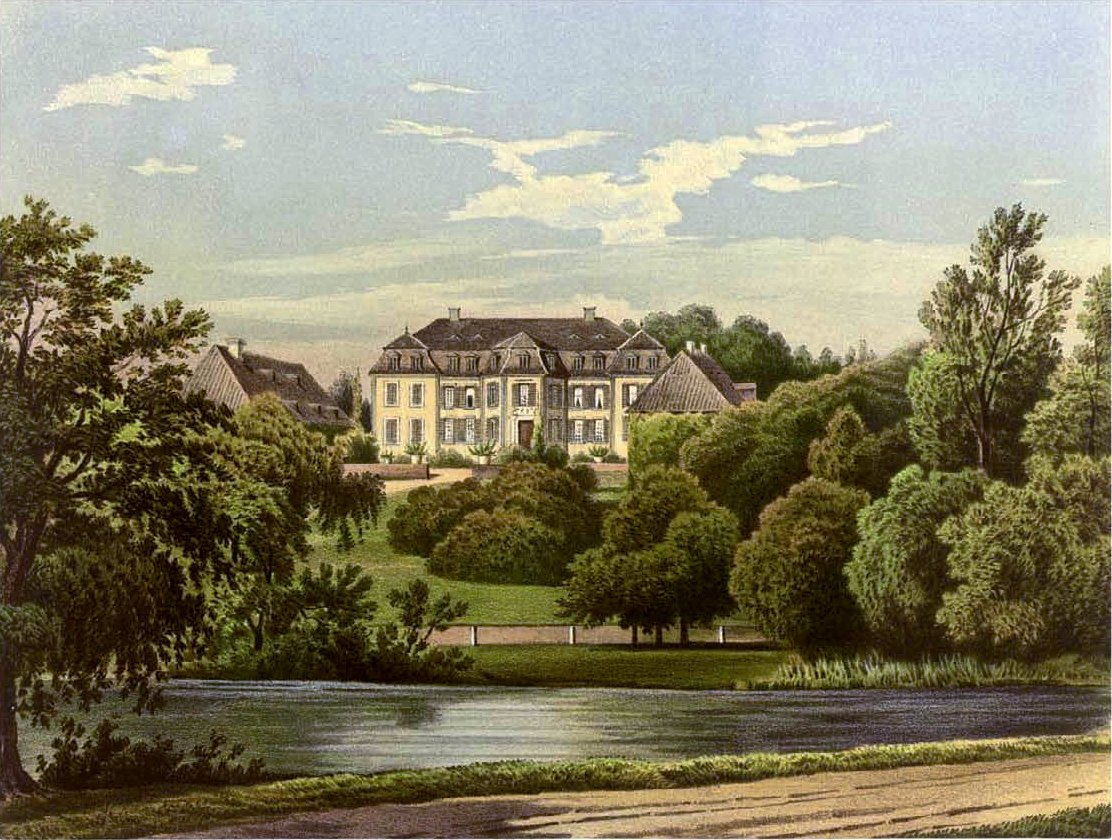
Schloss Schlenderhan, prent uit 1860

Het tweelingdorp bestaat oorspronkelijk uit een westelijk deel, Quadrath, en een oostelijk deel, Ichendorf.
Belangrijk is het reeds uit de 11e eeuw daterende kasteel Slenderhagen (Schlenderhan). Dit kasteel was in de 16e, 17e en 18e eeuw bewoond door het geslacht Raitz von Frentz. De roemruchte Duitse veldheer Jan van Werth zou nog korte tijd op kasteel Schlenderhan geweest zijn (een feit, waar de inwoners van Quadrath-Ichendorf nogal trots op zijn); zijn dochter trouwde er na Van Werths overlijden met een Raitz von Frentz. Het kasteel raakte in de 18e eeuw in verval en werd gesloopt. Rond 1780 werd op de huidige locatie een nieuw kasteel in laat-Franse barokstijl gebouwd.
In 1870 vestigde zich er een belangrijke stoeterij van volbloedpaarden in.
Ook kasteel Frens was enige eeuwen eigendom van de familie Raitz von Frentz.

## Bezienswaardigheden
- Kasteel Schlenderhan, gebouwd rond 1780, aan de noordkant van het dorp, belangrijke stoeterij; de administratie van de stoeterij is gevestigd in een huis uit 1902 met een opvallende architectuur, genaamd Villa Saphir.
- Kasteel Frens aan de zuidoostkant van het dorp, oorspronkelijk middeleeuws, in de 17e en 19e eeuw meermalen ingrijpend verbouwd; het hoofdgebouw en de tuin zijn nog steeds in privé-bezit van een adellijk geslacht en zijn niet opengesteld voor publiek. De zgn. Vorburg is als woonappartementencomplex in gebruik.
- De R.K. St.-Laurentiuskerk (1450) werd in 1532 en 1918 grondig gerenoveerd; het interieur is kunsthistorisch niet van groot belang
- De uitlopers van de heuvelrug Die Ville (die tot het Naturpark Rheinland behoort) en de door landschapsherstel met bos beplante stortbergen van de voormalige bruinkoolmijnen vormen een voor wandel- en fietstochten ( o.a. over de gemeentelijke fietsroute Bergheimer Acht) geschikt gebied. Ten oosten van het dorp ligt bijvoorbeeld de Fischbachhöhe.

## Afbeeldingen

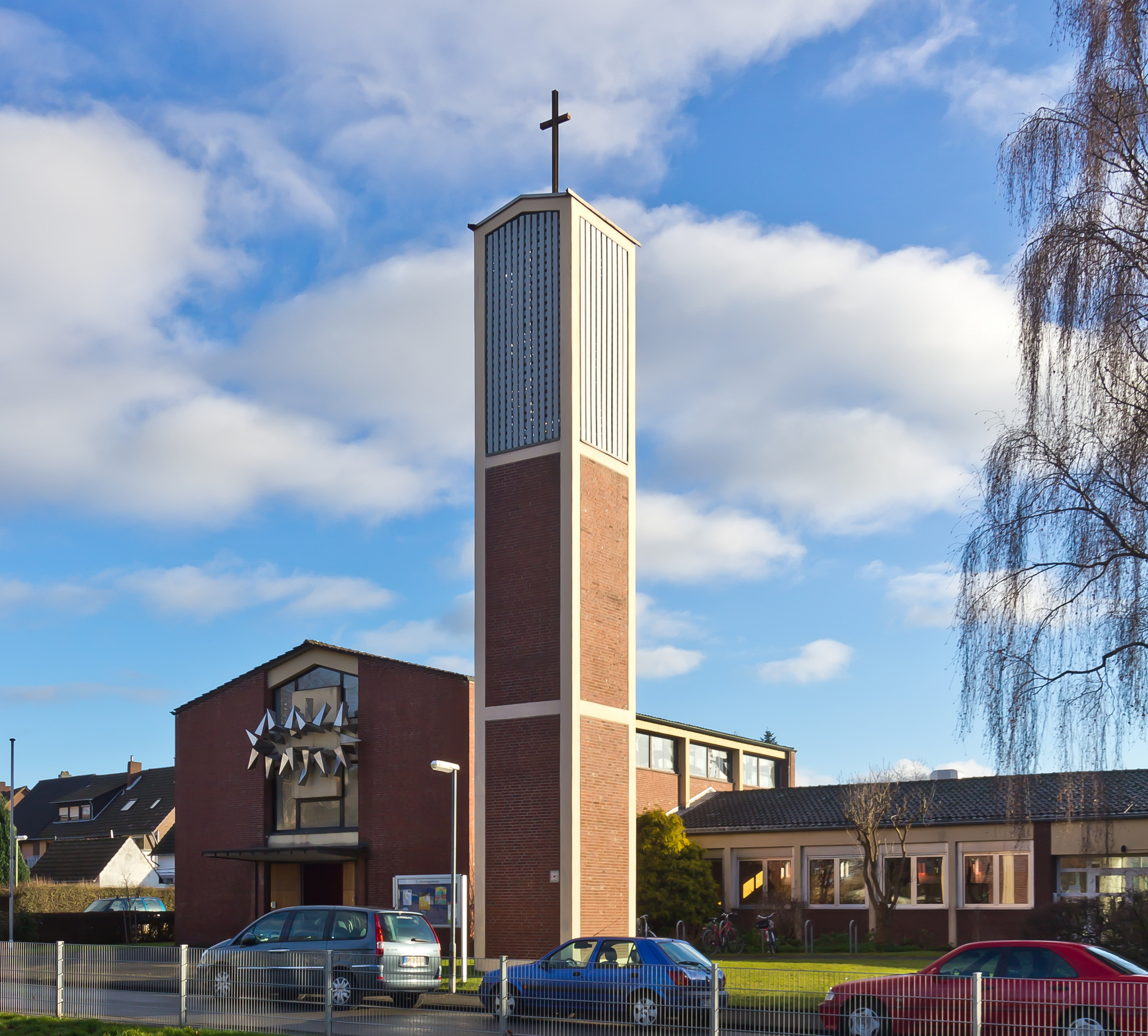
Evang.-lutherse Pieterskerk (1969)
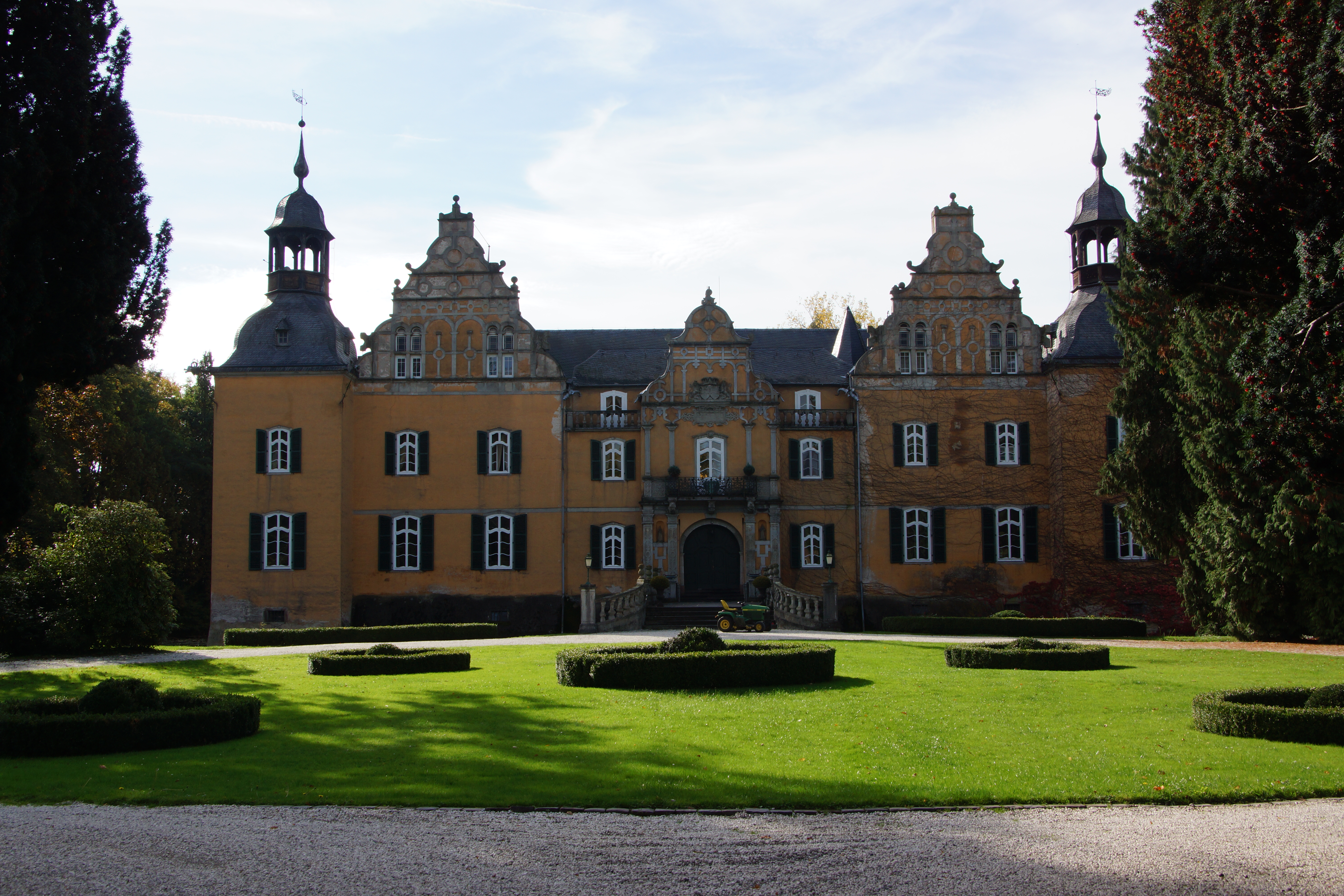
Kasteel Frens bij Quadrath-Ichendorf
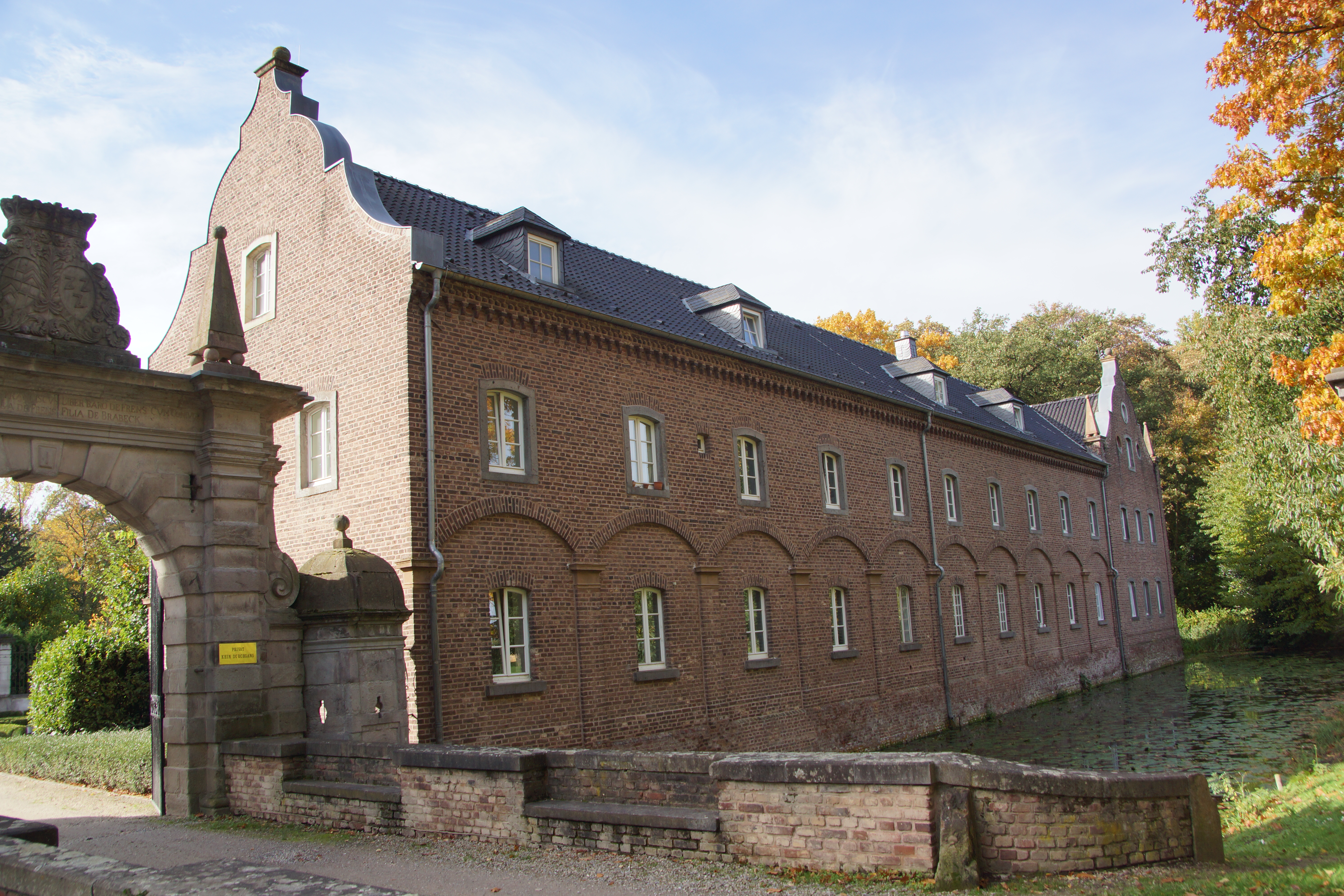
Voorburcht Kasteel Frens (verhuurd als appartementengebouw)
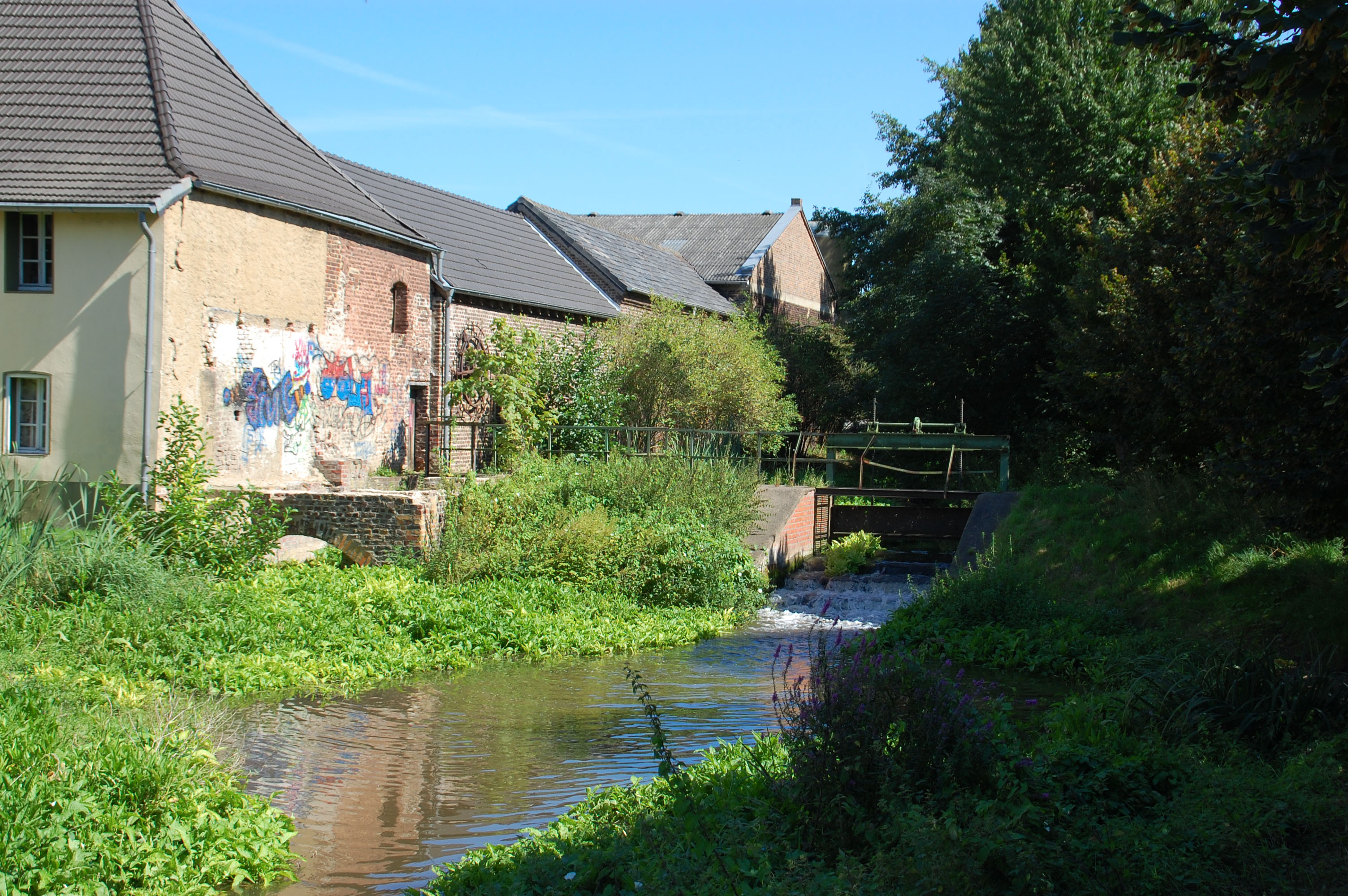
Voormalige watermolen van Kasteel Frens (Pliesmühle), in de 20e eeuw tot boerderij verbouwd

## Belangrijke personen in relatie tot het dorp
- Eduard Salomon von Oppenheim (* 3 augustus 1831 te Keulen; † 15 januari 1909 ibidem, bankier, directeur van de Keulse bank Sal. Oppenheim[1], in 1870 koper van kasteel Schlenderhan te Quadrath-Ichendorf, en oprichter van de beroemde stoeterij aldaar